# Бринкли (Арканзас)
Бринкли (енгл. Brinkley) град је у америчкој савезној држави Арканзас.

## Демографија
По попису из 2010. године број становника је 3.188, што је 752 (-19,1%) становника мање него 2000. године.
| Група             | 2000.         | 2010.         |
| Белци             | 1.916 (48,6%) | 1.436 (45,0%) |
| Афроамериканци    | 1.913 (48,6%) | 1.645 (51,6%) |
| Азијати           | 8 (0,2%)      | 25 (0,8%)     |
| Хиспаноамериканци | 44 (1,1%)     | 47 (1,5%)     |
| Укупно            | 3.940         | 3.188         |